# Porroglossum marniae
Porroglossum marniae är en orkidéart som beskrevs av Carlyle August Luer. Porroglossum marniae ingår i släktet Porroglossum och familjen orkidéer. Inga underarter finns listade i Catalogue of Life.